# جی‌دی‌اس شیرانه
جی‌دی‌اس شیرانه (به انگلیسی: JDS Shirane) یک کشتی است که طول آن ۱۵۹ متر (۵۲۲ فوت) می‌باشد.